# Duncan Hall (rugby à XIII)
Pour les articles homonymes, voir Duncan Hall et Hall.
Pas d'image ? Cliquez ici

a Compétitions nationales et continentales officielles uniquement.

b Matchs officiels uniquement.
Duncan Hall, né le 24 août 1925 et mort le 18 janvier 2011, est un joueur de rugby à XIII australien évoluant au poste de pilier ou deuxième ligne dans les années 1940 et 1950. Il a joué dans la Brisbane Rugby League premiership pour Fortitude Valley, Newton, Home Hill et Wests Panthers. Il a également été international australien avec 23 sélections disputant la coupe du monde 1954.
Pour sa carrière sportive, il est récompensé de la médaille sportive australienne en 2000, est introduit au temple de la renommée du rugby à XIII australien en 2006 et fait partie de la liste des cent meilleurs joueurs de XIII d'Australie en 2008.
Il meurt le 18 janvier 2011 à 85 ans.